# 犬寄峠
犬寄峠（いぬよせとうげ）は、愛媛県伊予市の南部に位置する峠。

## 地理
旧中山町と旧双海町との境に位置し、松山平野の南端、四国山地の北端に位置する。現在は国道56号の犬寄トンネルとJR予讃線の犬寄トンネルが山腹を貫通している。本来の峠道は犬寄トンネルによりさらに上った地点である。
国道56号及び予讃線を松山市方面から宇和島市・大洲市方面へと向かった場合、最初に越える峠である（トンネルとしても最初）。こうした位置関係から、利用者の心理としては、松山地域と愛媛県の南部地域（南予地方）とを分かつ峠といえる。（峠の南の一部も、行政区画としては中予地方に属する伊予市の一部（旧:伊予郡中山町）である。）
峠に源流を発し、伊予市森で伊予灘に流れ込む森川が北流している。また、伊予市上灘で伊予灘に流れ込む上灘川が西流する。標高 306m。

## 歴史
- 藩政期から松山 - 大洲を結ぶ大洲街道があった。当時は松並木の続く難所と伝えられる。狭い所では幅員わずか一間程度であったという。当時の道の標高は329m。
- 明治38年 愛媛県による街道の改修が始まった。
- 明治38年頃 郡中（伊予市の中心部）-中山（後の伊予郡中山町）の乗合馬車の運行が始まった。
- 1962年（昭和37年）5月1日政令第184号一級国道56号線に指定[1]
- 1965年（昭和40年）3月29日政令第58号一般国道56号に指定[1]。
- 1970年（昭和45年）3月犬寄トンネル（延長738m）を含む犬寄峠の道路工事が完成[2]。
- 1986年（昭和61年）3月3日 犬寄トンネル（延長6,021m）を含む予讃線向井原駅 - 内子駅間が開業。

## 伝承
以下は、この峠の名前に由来する伝承である。
犬寄峠の由来は、昔、この峠には多くの山犬がいて峠を旅する人をしばしば襲っていたことによるものとされる。いくつかの山犬に関する伝説が残っている。その一つは以下のとおり。
左衛門の犬退治
大洲藩の御用飛脚、畑の左衛門が深夜この峠にさしかかった時のこと、無数の山犬に襲われた左衛門は、松の大木に登りいったんは難を逃れた。しかし、山犬は群れをつくり、肩車に乗り乗りして左衛門に迫ってきた。「もはやこれまでか」と思った時、左衛門はふと刀の目抜きの鶏の名作に目が止まった。それは、血汐の温かみをみるときは、精を得て歌うとされていた。左衛門は大音声に「この鶏の名作、まことに精あるものならば、見事鶏声を放てよ」と祈った。すると、たちまち刀の先から「コケコッコー」と声も鮮やかに鳴声を発した。この声に驚いた山犬たちは、夜が明けたものと早合点し、一目散に退散した。

## 通過する交通路
- 国道56号
- 松山自動車道
- JR予讃線

## 位置
- 北緯33度41分26秒 東経132度42分21秒 / 北緯33.69056度 東経132.70583度
- 犬寄峠 - 地理院地図
- 犬寄峠 - Google マップ
- 伊予市中山町佐礼谷（地図 - Google マップ）